# Гильденштуббе, Александр Иванович
Александр Иванович Гильденштуббе ( Magnus Alexander Ludwig von Güldenstubbe; 1800—1884) — русский генерал от инфантерии (1863), генерал-адъютант (1859). Командующий войсками Московского военного округа (1864-1879).

## Биография
Александр Гильденштуббе родился в 1800 году и происходил из дворянского рода острова Эзеля.
Получив образование в 1-м кадетском корпусе, Александр Иванович Гильденштуббе 1 февраля 1819 года был выпущен прапорщиком в лейб-гвардии Волынский полк. Состоя в этом полку он получил чины подпоручика и поручика (в 1819 году) и штабс-капитана (в 1826 году).
В 1831 году принял участие в подавлении Польского мятежа и участвовал в сражениях при Грохове (14 мая) и на Понарских высотах под Вильной, и за отличие был 11 июня 1831 года произведён в капитаны.
6 декабря 1832 года он был произведён в полковники, 16 ноября 1834 года вышел в отставку, но вскоре, 18 января 1836 года снова поступил на службу в лейб-гвардии Егерский полк, из которого 1 января 1837 года был переведён в лейб-гвардии Финляндский полк, где получил через месяц в командование 1-й батальон.
Получив чин генерал-майора 8 сентября 1843 года, Александр Иванович Гильденштуббе 10 декабря был назначен состоять при штабе главнокомандующего Гвардейским и Гренадерским корпусом для ознакомления с ходом дел, чтобы занять впоследствии место начальника штаба одного из корпусов.
11 июня 1845 года Александр Гильденштуббе был назначен командиром 1-й бригады 1-й гренадерской дивизии, а 26 ноября 1847 года Александр Гильденштуббе был награждён орденом Святого Георгия 4-й степени за 25 лет выслуги в офицерских чинах (№ 7728 по списку Григоровича— Степанова).
11 апреля 1848 года назначен командиром лейб-гвардии Семёновского полка и 18 января 1849 года — командиром 1-й бригады 1-й гвардейской пехотной дивизии, с оставлением командиром полка.
19 апреля 1852 года Александр Иванович Гильденштуббе получил чин генерал-лейтенанта, в мае того же года ему было разрешено носить мундир лейб-гвардии Семёновского полка и 27 декабря он назначен командующим запасными батальонами гвардейской пехоты.
4 февраля 1854 года назначен начальником 1-й гренадерской дивизии, с которой он принимал участие в военных действиях в Финляндии и за отличие при обороне Свеаборга награждён 31 августа 1855 года орденом Святого Владимира 2-й степени с мечами.

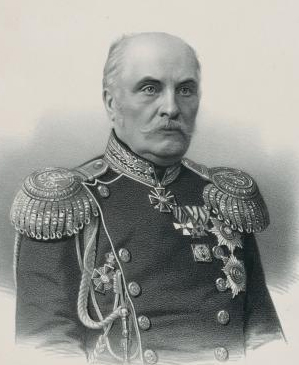
Фото 1860 года

30 августа 1855 года назначен начальником 1-й гвардейской пехотной дивизии.
8 сентября 1859 года Александр Иванович Гильденштуббе получил звание генерал-адъютанта; а в 1862 году ему поручено командовать Отдельным Гренадерским корпусом.
30 августа 1863 года произведён в генералы от инфантерии; в 1864 году назначен командиром 3-го резервного корпуса и 10 августа того же года — командующим войсками Московского военного округа.
17 апреля 1879 года уволен от должности с назначением членом Государственного совета.
В. А. Гиляровский, в 1871 году служивший вольноопределяющимся в одном из провинциальных пехотных полков, в своей книге «Мои скитания» пишет, что солдаты не выговаривавшие языколомную фамилию командующего Московским военным округом, произносили её как «Крендель в шубе».

## Награды
- Орден Святого Георгия 4-й степени (26.11.1847)

- Орден Святого Андрея Первозванного (30.08.1875)

- Бриллиантовые знаки к ордену Святого Андрея Первозванного (15.05.1883)

- Орден Святого Владимира 1-й степени (01.01.1872)

- Орден Святого Владимира 2-й степени с мечами (31.08.1855)

- Орден Святого Владимира 3-й степени (21.11.1845)

- Орден Святого Владимира 4-й степени (06.12.1837)

- Орден Святого Александра Невского (30.08.1865)

- Бриллиантовые знаки к ордену Святого Александра Невского (27.07.1869)

- Орден Белого орла (26.08.1856)

- Орден Святой Анны 1-й степени (06.12.1849)

- Императорская корона к ордену Святой Анны 1-й степени (1852)

- Орден Святого Станислава 1-й степени (06.12.1848)
- Орден Святого Станислава 2-й степени (06.12.1840)